# Distrito de Pomerania Septentrional
El Distrito de Pomerania Septentrional (en alemán: Landkreis Nordvorpommern) fue un distrito ubicado al norte del estado federado de Mecklemburgo-Pomerania Occidental (Alemania). El territorio del distrito tenía como frontera natural al norte la costa del mar Báltico. Los vecinos al noreste eran los municipios del distrito de Rügen, al este el distrito de Pomerania Oriental, al sur el distrito de Demmin y de Güstrow, así como al oeste el distrito de Bad Doberan. La ciudad independiente del distrito (kreisfreie Stadt) denominada Stralsund se ubica al noroeste del territorio del distrito. La capital del distrito era la ciudad de Grimmen. Parte del territorio del distrito corresponde a la región histórica de Pomerania Occidental.

## Geografía
Los ríos más importantes en Pomerania Septentrional son el Recknitz, el Trebel y el Barthe. El distrito posee una cadena de islas denominada Fischland-Darß-Zingst al sur del mar Báltico, que representa un lugar de gran atracción turística.

## Composición del distrito
(Habitantes a 30 de junio de 2006)
Ciudades/municipios 
- 1. Grimmen, Ciudad (11 140)
- 2. Marlow, Ciudad (5123)
- 3. Süderholz [Localización: Poggendorf] (4415)
- 4. Zingst (3227)

Unión de Municipios/Ciudades (Amt)
* Sitz der Amtsverwaltung

| - 1. Amt Altenpleen 1. Altenpleen * (983) 2. Groß Mohrdorf (872) 3. Klausdorf (679) 4. Kramerhof (1810) 5. Preetz (1030) 6. Prohn (1982) - 2. Amt Barth 1. Bartelshagen II b. Barth (439) 2. Barth, ciudad * (9138) 3. Divitz-Spoldershagen (476) 4. Fuhlendorf (970) 5. Karnin (256) 6. Kenz-Küstrow (546) 7. Löbnitz (686) 8. Lüdershagen (604) 9. Pruchten (676) 10. Saal (1359) 11. Trinwillershagen (1350) - 3. Amt Darß/Fischland 1. Ahrenshoop (762) 2. Born a. Darß * (1147) 3. Dierhagen (1659) 4. Prerow (1658) 5. Wieck a. Darß (751) 6. Wustrow (1278) | - 4. Amt Franzburg-Richtenberg 1. Franzburg, Stadt * (1645) 2. Glewitz (634) 3. Gremersdorf-Buchholz (776) 4. Millienhagen-Oebelitz (389) 5. Papenhagen (620) 6. Richtenberg, ciudad (1443) 7. Splietsdorf (567) 8. Velgast (2019) 9. Weitenhagen (283) 10. Wendisch Baggendorf (561) - 5. Amt Miltzow 1. Behnkendorf (402) 2. Brandshagen (1270) 3. Elmenhorst (759) 4. Horst (518) 5. Kirchdorf (584) 6. Miltzow * (1399) 7. Reinberg (1166) 8. Wilmshagen (300) 9. Wittenhagen (1269) | - 6. Amt Niepars 1. Groß Kordshagen (396) 2. Jakobsdorf (535) 3. Kummerow (364) 4. Lüssow (916) 5. Neu Bartelshagen (403) 6. Niepars * (1988) 7. Pantelitz (734) 8. Steinhagen (2648) 9. Wendorf (1051) 10. Zarrendorf (1125) - 7. Amt Recknitz-Trebeltal 1. Bad Sülze, Stadt (1865) 2. Dettmannsdorf (1134) 3. Deyelsdorf (575) 4. Drechow (261) 5. Eixen (897) 6. Grammendorf (646) 7. Gransebieth (663) 8. Hugoldsdorf (160) 9. Lindholz (719) 10. Tribsees, ciudad * (2914) - 8. Amt Ribnitz-Damgarten 1. Ahrenshagen-Daskow (2164) 2. Ribnitz-Damgarten, ciudad * (16 762) 3. Schlemmin (320) 4. Semlow (837) |